# Gaudenzio Dell'Aja
Padre Gaudenzio (al secolo Ciro) Dell'Aja (Portici, 17 maggio 1912 – Napoli, 27 aprile 1993) è stato un religioso, storico e saggista italiano.

## Biografia
Ciro Dell'Aja, nato a Portici il 17 maggio 1912, il 16 ottobre 1927 entrò giovanissimo, ad appena 15 anni nella Famiglia francescana, ove prese il nome di Gaudenzio, e seguì gli anni del noviziato a Piedimonte Matese (CE), divenendo presbitero il 7 ottobre 1934.

Fu ospite di molti conventi della Campania, prima di stabilirsi nel monastero della basilica di Santa Chiara, avendo l'incarico di Maestro dei Chierici.
Insegnò matematica e fisica presso l'Istituto "Giovanni Monaci" e poi matematica presso l'Istituto Superiore Scienze e Lettere nella basilica di Santa Chiara di Napoli.
Divenne poi segretario del Pontificio Istituto di Napoli e segretario del visitatore apostolico padre Serafino Serafini.
Il monastero della basilica di Santa Chiara, durante un bombardamento statunitense, il 4 agosto 1943 fu gravissimamente danneggiato da un poderoso incendio che durò due giorni. Nell'ottobre 1944 padre Gaudenzio fu nominato “rappresentante dell'Ordine dei frati minori per i lavori di ricostruzione della basilica”, alla cui ricostruzione partecipò in prima persona.
La tenacia e la costante attenzione, in un'opera così delicata, caratterizzarono quei difficili e lunghi dieci anni: fu, infatti, soltanto nel 1953 che la basilica venne restituita all'antico splendore e riaperta al culto dei napoletani.
E fu proprio grazie a padre Gaudenzio che, nella ricostruzione, la basilica venne sfrondata di quegli elementi barocchi che furono aggiunti sull'originale stile gotico provenzale.
Testimonianza di quegli anni, da tramandare ai posteri come una cronaca fitta di avvenimenti, fu il Diario di quel decennio, dato successivamente alle stampe.
In segno di ringraziamento per la dedizione profusa a favore del complesso architettonico della basilica di Santa Chiara, padre Gaudenzio fu voluto come primo parroco della basilica del dopoguerra, incarico che padre Gaudenzio conservò fino al 1961, quando venne chiamato per due trienni consecutivi (dal 1961 al 1967) ad essere il Guardiano della Comunità del monastero della basilica di Santa Chiara.
Nel 1966 fu visitatore nella Provincia serafica dell'Umbria, e successivamente guardiano della Comunità di Santa Chiara di Napoli.
Successivamente, in ricordo dell'impegno profuso in quell'opera di ricostruzione, padre Gaudenzio fu nominato “conservatore onorario dell'intero complesso monastico di Santa Chiara”.
Padre Gaudenzio fu anche presidente sia della Commissione Liturgica Arcidiocesana di Napoli che presidente del Tribunale ecclesiastico arcidiocesano di Napoli per le Cause dei Santi”.
Nel giugno 1982 fu nominato dal cardinale Corrado Ursi, arcivescovo di Napoli, delegato arcivescovile del Tribunale Ecclesiastico per la ricognizione canonica dei resti mortali del beato Vincenzo Romano, che fu effettuata a partire dal 1º luglio 1982; il 20 luglio padre Gaudenzio tenne una prolusione pubblica sulla ricognizione effettuata.
Assistente ecclesiastico di diversi istituti di suore, fu anche esaminatore prosinodale della diocesi di Pozzuoli.
Il 15 ottobre 1987 fu nominato dal cardinale Corrado Ursi, arcivescovo di Napoli, delegato arcivescovile del Tribunale Ecclesiastico per la ricognizione canonica dei resti mortali del Servo di Dio Salvo D'Acquisto, che fu effettuata il 18 ottobre 1987.
Storico e saggista, si interessò in maniera attentissima alla dinastia dei Borbone di Napoli, anche per il fatto che una cappella della basilica di Santa Chiara conteneva di fatto il Pantheon della famiglia borbonica.
Padre Gaudenzio durante i suoi studi scopre una serie di inesattezze che i curatori della ricostituzione della cappella Borbonica fecero nel 1958:
- il nome di Carlo Tito di Borbone-Due Sicilie anziché quello di Carlo Francesco di Borbone fu attribuito erroneamente al terzo figlio, che morì pochissimi anni dopo la nascita, di Ferdinando IV di Napoli;
- la confusione tra i nomi di Gennaro Carlo di Borbone e Carlo Gennaro di Borbone, ambedue figli di Ferdinando IV e morti nel 1789 a distanza di un mese l'uno dall'altro; nella lapide della cappella viene citato solo il secondo a con la data di nascita del primo;
- l'iscrizione sulla lapide di una fantomatica principessa Germana d'Aquila, figlia del conte d'Aquila, in realtà mai esistita, e l'iscrizione del nome della granduchessa ereditaria di Toscana, la quale, invece, è sepolta nella basilica di San Lorenzo a Firenze.

Gaudenzio dell'Aja fu stroncato nella notte tra il 26 ed il 27 aprile 1993 da un collasso cardiocircolatorio, la sua camera ardente fu allestita in Santa Chiara ed i funerali celebrati a partire dalle ore 10:00 del 27 aprile 1993, celebrati del ministro provinciale dell'Ordine dei frati minori di Napoli, padre Rufino Di Somma e dal rappresentante dell'arcivescovado di Napoli.